# Buona Strega del Nord
La Buona Strega del Nord è uno dei personaggi del romanzo per ragazzi Il meraviglioso mago di Oz, scritto da L. Frank Baum.

## Caratteristiche
La strega del Nord è una delle due streghe buone, in eterna competizione con le malvagie streghe dell'Ovest e dell'Est. È una simpatica vecchietta, dal volto coperto di rughe, dai capelli quasi bianchi, con un portamento alquanto impacciato. Veste un lungo abito bianco e porta sulla testa un cappello rotondo a punta. Viene richiamata dai Munchkins, grati alla misteriosa ragazzina che ha sconfitto e annientato la malvagia Strega dell'Est. Non appena la buona strega del Nord trova davanti a sé la terribile eroina, scopre che questa è soltanto una bambina, chiamata Dorothy Gale, che si è persa nel mondo di Oz in seguito a un ciclone e che, senza saperlo, ha schiacciato con la propria casa, piovuta dal cielo, la magica despota. Dopo aver ascoltato il suo racconto, la strega consiglia alla piccola di recarsi dal grande mago di Oz, l'unico in grado di riportarla a casa, dopodiché la bacia, stampandole sulla fronte un marchio che la proteggerà da ogni pericolo. Proprio grazie a questo magico segnale, le scimmie volanti, che affronteranno Dorothy e i suoi compagni durante lo scontro con la diabolica Strega dell'Ovest, non riusciranno a farle del male.